# Żołobki
Żołobki (ukr. Жолобки) – wieś na Ukrainie w rejonie krzemienieckim należącym do obwodu tarnopolskiego.